# Charta Oecumenica
Die Charta Oecumenica ist ein von der Konferenz Europäischer Kirchen (KEK), einer regionalen ökumenischen Organisation, und vom Rat der Europäischen Bischofskonferenzen (CCEE), einer römisch-katholischen Organisation, gemeinsam vorgelegtes Dokument, das Leitlinien für die wachsende Zusammenarbeit unter den Kirchen in Europa enthält. Die Charta Oecumenica hat keinen lehramtlich-dogmatischen oder kirchenrechtlich-gesetzlichen Charakter. Sie versteht sich als Sendschreiben an die Mitgliedskirchen von KEK und CCEE, die eingeladen sind, sich die genannten Selbstverpflichtungen zu eigen zu machen.

## Geschichte
Auf der Zweiten Europäischen Ökumenischen Versammlung 1997 in Graz wurde einer achtköpfigen Arbeitsgruppe der Auftrag erteilt, einen Text zu erstellen, der Grundlinien für eine gelebte Ökumene der Kirchen in Europa aufzeigen sollte. Diese ökumenisch zusammengesetzte Arbeitsgruppe traf sich 1998 erstmals in Rom und legte bereits zwei Jahre später den endgültigen Text vor.
Am 22. April 2001 (Sonntag nach Ostern) wurde die zuerst auf Deutsch verfasste Charta anlässlich der Europäischen Ökumenischen Begegnung in Straßburg von den Präsidenten von KEK und CCEE unterzeichnet.
Im Frühjahr 2017 initiierte die Konferenz Europäischer Kirchen eine Untersuchung, wie sich die Kooperation der Kirchen auf der Grundlage der Charta Oecumenica entwickelt habe und erhielt bis September 2018 28 Antworten aus 19 verschiedenen Mitgliedskirchen, sechs unterschiedlichen Arbeitskreisen, sowie von der Aktionsgemeinschaft Dienst für den Frieden als auch von der Missionsakademie an der Universität Hamburg. Das Ergebnis war ernüchternd. Es zeigte sich, dass die Leitlinien kaum bekannt waren und ihre nationale und regionale Rezeption davon abhing, ob sie Unterstützung von kirchenleitenden Personen fand. Dort wor sie allerdings rezipiert wurde und bekannt war, wurde ihre Wichtigkeit hervorgehoben und konnten Erfolge in der ökumenischen Arbeit dargelegt werden.
Im September 2019 gaben die Konferenz Europäischer Kirchen und der Rat der Europäischen Bischofskonferenzen bekannt, dass sie im Jahr 2021 das 20-jährige Jubiläum der Charta Oecumenica zusammen feiern wollten und die gemeinsame Analyse der Herausforderungen für Europa und möglicher pastoraler Reaktionen künftig intensivieren möchten.
Die Arbeitsgemeinschaft Christlicher Kirchen (ACK) griff diesen Impuls auf und rief aufgrund einer Fülle ökumenischer Großereignisse und Jubiläen zunächst das Jahr der Ökumene 2ö21 aus, was aber aufgrund der Corona-Pandemie und der Verschiebung der Generalversammlung des Ökumenischen Rates der Kirchen auf 2022 um ein Jahr verlängert wurde und zu einem Doppeljahr der Ökumene wurde.

## Inhalt
Die Charta Oecumenica führt ökumenische Grundüberzeugungen an und leitet daraus ökumenische Selbstverpflichtungen der Kirchen ab. Sie ist getragen von der Überzeugung, dass das Bekenntnis einer Kirche zur Ökumene und die Mitgliedschaft in ökumenischen Organisationen im Verhalten dieser Kirche erkennbar sein soll. Das Dokument nennt Selbstverpflichtungen im Verhalten der Kirchen untereinander (Punkte 2 bis 6), gegenüber der Gesellschaft (Punkte 7 bis 9) und gegenüber anderen Religionen und Weltanschauungen, insbesondere Judentum und Islam (Punkte 10 bis 12).
In der Begegnung mit dem Judentum verpflichten sich die Unterzeichnenden, „allen Formen von Antisemitismus und Antijudaismus in Kirche und Gesellschaft entgegenzutreten“, sowie „auf allen Ebenen den Dialog mit ... jüdischen Geschwistern zu suchen und zu intensivieren“.
Im Blick auf den Islam geht es darum, „den Muslimen mit Wertschätzung zu begegnen“ und „bei gemeinsamen Anliegen mit Muslimen zusammenzuarbeiten“.
Die Charta Oecumenica hat keinen lehramtlich-dogmatischen oder kirchenrechtlich-gesetzlichen Charakter. Sie versteht sich als Sendschreiben an die Mitgliedskirchen von KEK und CCEE, die eingeladen sind, sich die genannten Selbstverpflichtungen zu eigen zu machen.

### 12 Selbstverpflichtungen
Die zwölf Selbstverpflichtungen beziehen sich konkret auf:

#### Gemeinsam zur Einheit im Glauben berufen
Obwohl noch wesentliche Unterschiede im Glauben die sichtbare Einheit verhindern, besteht die ökumenische Aufgabe darin die Einheit immer mehr sichtbar werden zu lassen. Dabei sind kirchentrennende Probleme und Hindernisse zu überwinden, in dem die Taufe gegenseitig anerkannt wird und eucharistische Gemeinschaft ermöglicht wird.

#### Gemeinsam das Evangelium verkündigen
Wichtigste Aufgabe der Kirchen in Europa sei es, gemeinsam das Evangelium durch Wort und Tat zu verkündigen. Deswegen gilt es schädliche Konkurrenz und die Gefahr neuer Spaltungen zu verhindern.

#### Aufeinander zugehen
Die Geschichte der christlichen Kirchen ist aufzuarbeiten und die unterschiedlichen christlichen Traditionen wertzuschätzen und aus ihnen zu lernen. Aus dem Grund ist weitere Versöhnung notwendig, in dem Vorurteile weiter abgebaut werden und Zusammenarbeit auch in der theologischen Aus- und Fortbildung zu fördern sei.

#### Gemeinsam handeln
Auch wenn Ökumene bereits in vielfältiger Form auf unterschiedlichen Ebenen geschieht, müsse man weiter achtsam bleiben Missverständnisse und Vorurteile zwischen Mehrheits- und Minderheitskirchen weiter abzubauen. Deswegen wird dringend empfohlen auf örtlicher, regionaler, nationaler und internationaler Ebene multilaterale ökumenische Gremien für die Zusammenarbeit einzurichten.

#### Miteinander beten
Trotz mancher Vorbehalte gegenüber gemeinsamer Gebete lebt die Ökumene besonders vom gemeinsamen Gebet. Aus diesem Grund riefen die Verfasser der Charta Oecumenica dazu auf füreinander und für die christliche Einheit zu beten und die unterschiedlichen Gottesdienste und Formen des geistlichen Lebens anderer Kirchen kennen zu lernen. Sie verpflichteten sich, dem Ziel der eucharistischen Gemeinschaft entgegenzugehen.

#### Dialoge fortsetzen
Gegensätze in der Lehre, in ethischen Fragen und in kirchenrechtlichen Festlegungen führten immer wieder zu Trennungen zwischen den Kirchen, dabei spielten besonders die historischen Umstände und unterschiedliche kulturelle Prägungen eine entscheidende Rolle. Zum Dialog gäbe es keine Alternative, deswegen gälte es besonders bei Kontroversen weiter das Gespräch zu suchen und zu prüfen, was kirchenamtlich verbindlich erklärt werden könne und sollte.

#### Europa mitgestalten
Eine Mitschuld an den historischen Verfehlungen der Christen in Europa wird bekannt und gleichzeitig wird konstatiert, dass durch die Jahrhundert sich ein religiös und kulturell vorwiegend christlich geprägtes Europa entwickelt hat. Aus der Vergangenheit gelte es zu lernen und sich weiter dafür einzusetzen, dass der christliche Glaube und die Nächstenliebe Hoffnung für Moral, Ethik, Bildung, Kultur, Politik und Wirtschaft in Europa ausstrahle und in der ganzen Welt. Daraus erwachse eine besondere Verantwortung für die Menschheit auf der ganzen Welt und die Herausforderung einem Eurozentrismus zu vermeiden. Religion und Kirche dürften nicht für ethnische oder nationalistische Zwecke missbraucht werden.

#### Völker und Kulturen versöhnen
Die Kirchen wollen gemeinsam den Prozess der Demokratisierung in Europa fördern und sich für eine Friedensordnung auf der Grundlage gewaltfreier Konfliktlösung zu engagieren. Jede Form von Gewalt gegen Menschen, besonders gegen Frauen und Kindern, wird von ihnen verurteilt. Es gelte die Kluft zwischen Arm und Reich zu überwinden und sich dafür einzusetzen, dass Flüchtlingen, Asylsuchende und Migranten insgesamt in Europa menschenwürdig aufgenommen werden. Darum verpflichten sich die Kirchen jeder Form von Nationalsozialismus und Unterdrückung entgegenzutreten und sich für gewaltfreie Lösungen einzusetzen.

#### Die Schöpfung bewahren
Gemeinsam wollte man sich für nachhaltige Lebensbedingungen für die ganze Schöpfung einsetzen, weil mit Schrecken wahrgenommen wurde, dass die Güter der Erde ohne Rücksicht auf zukünftige Generationen ausgebeutet wurden. Sie sprachen die Selbstverpflichtung aus, einen nachhaltigen Lebensstil weiterzuentwickeln und kirchliche Umweltorganisationen bei ihrer Verantwortung für die Bewahrung der Schöpfung zu unterstützen.

#### Gemeinschaft mit dem Judentum vertiefen
In Verkündigung und Unterricht sei es dringend nötig, die tiefe Verbindung des christlichen Glaubens zum Judentum bewusst zu machen und die christlich-jüdische Zusammenarbeit zu unterstützen. Dafür müssten allen Formen von Antisemitismus und Antijudaismus in Kirche und Gesellschaft entgegengetreten werden und der Dialog mit Vertretern des Judentums auf allen Ebenen zu intensivieren.

#### Beziehungen zum Islam pflegen
Trotz vieler guter Kontakte zu Muslimen gäbe es auch massive, wechselseitige Vorbehalte und Vorurteile. Diesen gilt es durch weitere Begegnungen entgegenzuwirken, miteinander über den Glauben an den einen Gott zu sprechen und das Verständnis der Menschenrechte zu klären.

#### Begegnung mit anderen Religionen und Weltanschauungen
Kritische Anfragen an das eigene Verständnis und eigener Glaubensauffassung wolle man ernst nehmen und sich gemeinsam um eine faire Auseinandersetzung bemühen. Dabei gelte es die Religions- und Gewissensfreiheit von Menschen und Gemeinschaften anzuerkennen und für sie einzutreten, damit sie indididuell und gemeinschaftlich, privat und öffentlich ihre Religion oder Weltanschauung im Rahmen des geltenden Rechtes praktizieren können. Grundsätzlich wolle man allen Menschen guten Willens offen und auskunftsbbereot sein.

## Verbreitung
In verschiedenen Ländern wurde die Charta Oecumenica von Kirchen oder nationalen Kirchenräten unterschrieben oder es bestehen Bestrebungen, dies in Zukunft zu tun. In Deutschland geschah dies auf dem ersten Ökumenischen Kirchentag 2003 in Berlin durch die Mitgliedskirchen der Arbeitsgemeinschaft Christlicher Kirchen in Deutschland (ACK). Dort wurde die Charta Oecumenica als Leitperspektive für die ökumenische Zusammenarbeit von 16 Kirchen angenommen und eine Urkunde unterzeichnet. Die Urkunde lautet:

„Annahme der Charta Oecumenica während des Ökumenischen Kirchentages in Berlin
Wir, die unterzeichnenden Kirchen, sind dankbar für die Übereinkunft, die vom Rat der Europäischen Bischofskonferenz (CCEE) und der Konferenz Europäischer Kirchen (KEK) durch die Charta Oecumenica in wichtigen Fragen des kirchlichen Zusammenlebens erreicht wurde.
Wir stimmen dem vorgelegten Text für unseren Zuständigkeitsbereich zu und machen uns die darin enthaltenen Verpflichtungen zu eigen.
Wir bitten den dreieinigen Gott um seine Leitung und Hilfe für die Aufgaben, diese Verpflichtungen und Empfehlungen in die Praxis unseres kirchlichen Zusammenlebens und unsere gemeinsame Verantwortung für das Evangelium Jesu Christi umzusetzen.“

In den folgenden Jahren wurde sie von allen regionalen ACKs auf ihre Situation angepasst und in zumeist festlichen ökumenischen Gottesdiensten ebenfalls unterzeichnet.
Die ACK betrachtet damit die Umsetzung und Konkretisierung der Charta als eine zentrale Aufgabe für die Kirchen und die ACK für die Zukunft. Auch die Arbeitsgemeinschaft christlicher Kirchen in der Schweiz hat die Charta oecumenica unterzeichnet.

## Umsetzungen

### Ökumenischer Tag der Schöpfung
Seit 2010 findet jährlich der Tag der Schöpfung statt, der an verschiedenen Orten in multikonfessioneller Gemeinschaft gefeiert wird, indem gemeinsam für die göttliche Schöpfung gebetet wird und die konkrete Bewahrung der Schöpfung angemahnt wird. Inzwischen wird vom 1. September bis zum 4. Oktober eine Schöpfungszeit weltweit begangen.

### Interreligiöses Projekt: Weißt du wer ich bin?
Mit diesem interreligiösen Projekt wurde seit 2004 in bisher fünf Projektphasen das friedliche Zusammenleben der Religionen in Deutschland gestärkt, indem Menschen jüdischer, christlicher und muslimischer Tradition befähigt wurden, Verbindendes zu entdecken, Unterschiede zu respektieren, füreinander einzustehen und gemeinsam zu handeln. Für die Jahre 2023 bis 2025 wurde es neu aufgelegt und vom Bundesministerium des Innern und Heimat gefördert.

### Verbindung der Gebetswochen
Mit einem gemeinsamen Gebetstag am 16. Januar 2021 im Berliner Dom setzten sich die Arbeitsgemeinschaft christlicher Kirchen und die Evangelische Allianz erstmals gemeinsam mit einem Gebetstag für die Einheit der Christen ein. In einer Art Staffelstabübergabe wurden die beiden traditionellen Gebetswochen der unterschiedlichen konfessionellen Netzwerke miteinander verbunden. Maßgeblich vorbereitet wurde die Verbindung der Allianzgebetswoche mit der Gebetswoche für die Einheit der Christen durch die Initiative Gemeinsam für Berlin.